# Стрела-змея
Стрела́-змея́ (лат. Psammophis lineolatus) — вид змей из семейства Psammophiidae. Отличается тонким телом, имеющим длину до 91 см и покрытым четырьмя тёмными полосами на светлом фоне. Населяет песчаные, реже глинистые пустыни и полупустыни Центральной Азии. Питается преимущественно ящерицами.

## Описание
Длина тела достигает 91 см, хвост в 2,3—3,5 раза короче. Туловище тонкое и удлинённое. Голова узкая, шейный перехват слабо выражен. Морда сверху вогнута или имеет продольный желобок, её передний конец тупо закруглён. Межчелюстной щиток почти не вдаётся между межносовыми, шов между которыми в 3 раза короче шва между предлобными. Лобный щиток длинный и очень узкий, его задний край более или менее закруглён. Задний носовой щиток с остроконечным отростком в заднем верхнем углу, который налегает на переднюю часть скулового. Скуловой щиток длинный (приблизительна равен длине обоих носовых вместе взятых) и узкий. Круглый предглазничный щиток касается лобного. Подглазничный щиток отсутствует, заглазничных два, очень редко три. Верхнегубных 9, при этом четвёртый, пятый и шестой касаются глаза. Задние нижнечелюстные по длине равны передним или несколько длиннее. Туловище покрыто гладкими чешуями, которые вокруг середины тела выстраиваются в 17 рядов. Зрачок крупный. Анальный щиток разделён.
Верх тела оливково-серый, песочный или буровато-серый, обычно с четырьмя тёмными продольными полосами. Две из них, идущих по бокам от хребта, начинающихся на надглазничных щитках, буро-коричневые или серо-бурые, часто окаймлены чёрно-бурыми линиями. Ещё две более светлые полосы проходят по бокам тела, начинаясь с переднего края головы. Промежуток между спинной и боковой полосами на голове, шее и иногда на передней части туловища жёлтый или желтовато-оранжевый, но иногда они могут отсутствовать или представлять собой узкие пунктирные полоски. Туловищные чешуи с несколько более светлыми чем середина краями. Брюхо желтоватое в передней части, на остальной длине однотонно белое, реже с сероватыми, коричневатыми или оливково-серыми пятнами. Иногда эти пятна в середине передней трети тела сливаются в сплошную полосу. Похожие пятна обычно расположена нижнегубных, нижнечелюстных и прилегающих к ним горловых чешуях.

## Распространение
Стрела-змея распространена от восточного берега Каспийского моря через южный Казахстан, Узбекистан, Туркменистан, Кыргызстан, Таджикистан, Иран, Пакистан и Афганистан до южной Монголии и северо-западного Китая (Ганьсу, Нинся и Синьцзян). Изолированная популяция известна с крайнего юга Закавказья (Нахичевань) по двум экземплярам из Джульфинского района и одному — из Ордубадского. Как правило обитает на высоте 900—1100 м над уровнем моря, но встречается на высоте до 2600 м над уровнем моря в Афганистане, 1700 м — в Кыргызстане, 1500 м — в Таджикистане и до 1000 м — в Копетдаге.
Обитает на открытых аридных пространствах, предпочитая пустыни с закреплёнными и полузакреплёнными песками. Встречается также в глинистых и полынно-солянковых полупустынях, на такырах. В песчаных пустынях обитает в биотопах с растительностью, сложенной саксаулом, черкезом, кандымом, песчаной акацией и другими формами. В Закавказье биотопы представлены каменистыми склонами с кустиками солянок и полыни. В горах предпочитает держаться открытых степеподобных участков с выровненным рельефом и разреженной растительностью. В Таджикистане и Гиссарской долине занимает песчано-щебнистые участки и склоны адыров с эфемеровой растительностью, а также, на севере, на валах старых арыков и каналов, в оврагах, по окраинам полей и на неосвоенных участках между оазисами. В предгорьях Туркестанского и Кураминского хребтов держится щебнистой пустыни. В Туркменистане заходит в пухлые солончаки и поймы рек, поросшие гребенщиком. 

## Активность и поведение
Достаточно подвижная змея. Прячется в норах грызунов и кустах. Активна днём, в том числе в самое жаркое время суток. После зимовки появляется с начала марта, в Копетдаге массовый выход отмечен в конце марта. Уходит на зимовку в середине ноября.

## Питание
Питается ящерицами, преимущественно ящурками и круглоголовками, реже гекконами, агамами и гологлазами. Иногда поедает других змей. Добычу подстерегает из засады на ветках кустарников. Жертву стрела-змея сначала кусает, а затем обвивает кольцами тела. Ящерицы погибают от укуса через несколько секунд в результате действия яда. Для человека укус не опасен. Молодые змеи также поедают саранчу и других насекомых.

## Размножение
Это яйцекладущая змея. Спариваются змеи в мае—июне. Самка в конце июня — в июле откладывает 3—11 яиц (по другим данным — 2—8) сильно вытянутой формы длиной 30—55 мм и шириной 7,5—15 мм. В конце июля или в августе из них выходят молодые змеи с длиной тела 25—33 см.

## Численность и охрана
Численность относительно высокая, но снижается с увеличением высоты. На большей части ареала считается обычным видом, в связи с чем Международный союз охраны природы отнёс её к «видам, вызывающим наименьшие опасения». В Монголии имеет естественно низкую численность. В Иране известна по небольшому числу находок, в связи с чем её относительное обилие сложно оценить. В Азербайджане крайне редка, занесена в Красную книгу Азербайджана (2013).